# Fujifilm X-T4
La Fujifilm X-T2 è una fotocamera mirrorless digitale annunciata e presentata dalla Fujifilm a Parigi il 25 febbraio 2020 e commercializzata dal 28 aprile 2020.
È la successore della Fujifilm X-T3 e rispetto a questa ha una migliore capacità di messa a fuoco automatica. Fujifilm afferma che il suo sistema di inseguimento del soggetto è più veloce ora che considera il colore, la forma e informazioni sulla distanza. Può anche girare video a 240 fps a 1080p. Il nuovo meccanismo di otturatore consente di scattare a 15 fotogrammi al secondo. Il nuovo meccanismo presenta uno smorzamento migliorato e ha una durata nominale di 300.000 cicli: il doppio della X-T2.

## Caratteristiche
La fotocamera misura 134,6 x 92,8 x 63,8 mm e pesa 607 g, scheda di memoria e batteria comprese.
È in grado di registrare video in risoluzione 4K fino a 60 fps con un bitrate massimo di 400 Mbit/s.